# Guerryus
Guerryus is een kevergeslacht uit de familie van de boktorren (Cerambycidae). De wetenschappelijke naam van het geslacht werd voor het eerst geldig gepubliceerd in 1903 door Pic.

## Soorten
Guerryus omvat de volgende soorten:
- Guerryus argyritis Holzschuh, 1998
- Guerryus aureopubescens Pic, 1903